# Acqua Recoaro
La Recoaro è un'azienda italiana che produce acqua minerale, fondata nel 1927 a Recoaro Terme in provincia di Vicenza. Dal 2016 appartiene alla multinazionale olandese operante nel settore bevande Refresco.

## Storia
Fu fondata nel 1927 a Recoaro Terme in provincia di Vicenza; la sorgente che sgorga a 880 metri di altezza, si trova nella Conca di Smeraldo situata nell'alta Valle dell'Agno dove si innalza la catena montuosa delle Piccole Dolomiti delle Prealpi Vicentine.
Parte del gruppo EAGAT fino al 1978, in seguito al suo scioglimento confluisce in Sopal (Efim).
Venduta a Giuseppe Ciarrapico sul finire degli anni ottanta, nel 1992 è comprata da Raul Gardini e Giulio Malgara, tramite Garma, già titolare di Levissima.
L'anno successivo il marchio diventa parte del Gruppo Sanpellegrino appartenente alla famiglia Mentasti, il quale nel 1999 diventa di proprietà del Gruppo Nestlé (che già deteneva il 49% della controllante Compagnie financiere du Haut Rhine e ha acquistato il 51% dei Mentasti), che a sua volta la cede nel 2016 alla Spumador, divisione italiana del gruppo olandese Refresco. Dall'operazione vengono esclusi i marchi Acqua Brillante e Gingerino, rimasti di proprietà di Nestlé. Al momento della cessione, Recoaro aveva un volume di produzione pari a circa 90 milioni di litri d'acqua e riportava ricavi per 26,8 milioni di €.

## Sponsorizzazioni
La Recoaro è stata lo sponsor ufficiale del L.R. Vicenza per quattro stagioni: dal 1985 al 1987, e successivamente dal 2005 al 2007.

## Prodotti
Recoaro oltre all'acqua produce anche la seguente gamma di bevande:
- Acqua Brillante (Nestlé Waters)
- Gingerino Recoaro (Nestlé Waters)
- Aranciata Bio Recoaro (Refresco)
- Chinotto Bio Recoaro (Refresco)
- Limonata Bio Recoaro (Refresco)

## Fonte
- Conca di Smeraldo Recoaro Terme (provincia di Vicenza)